# 华南理工大学外国语学院
华南理工大学外国语学院（简称：华工外国语学院）是华南理工大学下属的学院，成立于2006年1月，是华工最早成立的三大文科院系之一。

## 历史沿革
外国语学院源自于1952年华南工学院组建时期便成立的的外语教研室，为直属学校的教学行政单位。初期仅开设俄语课程，直至1957年才开设英语课程，后因中苏交恶，所有俄语课程取消。文革初期，所有教师被下放至五七干校，外语教学工作暂停。1971年学校开始招收工农兵学生后，外语教研室陆续恢复工作。
1985年，学校决定在外语教研室的基础上成立外语系。1988年，开始招收英语专业本科生；1993年开始招收研究生。2002年1月，外语系改为外国语学院。2003年，开始招收日语专业本科生。

## 组织机构

### 系部
- 英语系
- 日语系
- 西语系（负责第二外语教学）
- 大学英语教学部
- 研究生公共英语教学部
- 专业研究生教学部
- MTI（翻译硕士专业学位）教育中心

### 学院领导
- 党委书记：刘应思
- 院长：朱献珑
- 副院长：武建国、徐鹰、战双鹃
- 党委副书记：钟书能、赵水东

## 学术科研

### 学科专业
截至2020年5月，外国语学院共有如下的博士后流动站、研究生学位授权点和本科专业：
- 硕士学位授权点：
  - 一级学科：外国语言文学
    - 二级学科：外国语言学及应用语言学、外国文学、跨文化与翻译研究、国别与区域研究
- 专业硕士学位点：英语笔译、日语笔译
- 本科专业：商务英语、日语

### 研究机构
- 印度洋岛国研究中心（属教育部国别和区域研究中心[5]）
- 翻译研究所

## 知名院友
- 安然（1988级硕士）：全国人大代表、中国侨联常委，华南理工大学国际教育学院创院院长、教授[6]